# Ле-Пон-де-Мартель
Ле-Пон-де-Мартель (фр. Les Ponts-de-Martel) — громада в Швейцарії в кантоні Невшатель.

## Географія
Громада розташована на відстані близько 55 км на захід від Берна, 15 км на захід від Невшателя.
Ле-Пон-де-Мартель має площу 18,2 км², з яких на 4,7 % дозволяється будівництво (житлове та будівництво доріг), 59,3 % використовуються в сільськогосподарських цілях, 30,3 % зайнято лісами, 5,6 % не є продуктивними (річки, льодовики або гори).

## Демографія
2019 року в громаді мешкало 1222 особи (-3,3 % порівняно з 2010 роком), іноземців було 8,4 %. Густота населення становила 67 осіб/км².
За віковим діапазоном населення розподілялося таким чином: 21,1 % — особи молодші 20 років, 56,8 % — особи у віці 20—64 років, 22,1 % — особи у віці 65 років та старші. Було 526 помешкань (у середньому 2,3 особи в помешканні).
Із загальної кількості 498 працюючих 79 було зайнятих в первинному секторі, 127 — в обробній промисловості, 292 — в галузі послуг.